# 프루트 룹스
프루트 룹스(Froot Loops)는 켈로그가 생산하는 과일맛이 나는 달달한 시리얼 브랜드이며 수많은 국가에서 판매되고 있다. 이 시리얼은 링 모양(룹스)으로 되어 있으며 다양한 밝은 색으로 출시되며 과일맛을 표방(프룻)한다. 그러나 프루트 룹스에는 실제 과일이 들어가지 않으며 모두 같은 맛이 난다. 켈로그가 1963년 프루트 룹스를 선보였다. 원래 빨간색, 오렌지색, 노란색 루프만이 있었으나 녹색, 파란색, 자주색이 1990년대에 추가되었다. 노란색, 빨간색, 파란색의 천연색을 구할 수 없어서 각기 다른 생산 방식이 영국에서 사용된다.

## 프루트 룹스 미니 도넛츠
2018년, 칼스 주니어와 하디스는 프루트 룹스 미니 도넛츠를 판매하기 시작했다.